# Megalagrion jugorum
Megalagrion jugorum е изчезнал вид насекомо от семейство Ценагриониди (Coenagrionidae).

## Разпространение
Видът е бил ендемичен за остров Мауи на Хаваите.